# Dorothy Morrison
Dorothy Morrison (Los Angeles, 3 gennaio 1919 – 18 ottobre 2017) è stata un'attrice statunitense, attiva come attrice bambina dal 1923 al 1929 (tra i 4 e i 10 anni d'età), una delle prime bambine afroamericane ad avere un ruolo di un qualche rilievo nel cinema di Hollywood.

## Biografia
Dorothy Morrison nasce a Los Angeles nel 1919. Sono gli anni della segregazione e ben poche opportunità si offrivano allora agli attori afroamericani, costretti a ruoli stereotipati ed umilianti. Specialmente per le bambine il modello esclusivo era quello di "Topsy", la piccola schiava de La capanna dello zio Tom (1853), personaggio che al di là delle buone intenzioni dell'autore abolizionista Harriet Beecher Stowe si era trasformato in una pietosa caricatura. Solo in When Little Lindy Sang (1916), la piccola Ernestine Jones aveva trovato un ruolo di protagonista grazie alla sensibilità di due donne: Lule Warrenton, una delle primissime donne regista del cinema di Hollywood, e Olga Printzlau, autrice della sceneggiatura.
Negli anni venti agli attori bambini afroamericani si offre un qualche spazio nel contesto molto particolare delle Simpatiche canaglie, il fortunato serial prodotto da Hal Roach, dove pur in ruoli fortemente stereotipizzati essi possono interagire su un piano di sostanziale parità con gli altri bambini del gruppo.
Dorothy è la sorella minore di Ernest Morrison, primo attore bambino afroamericano ad acquisire notorietà nel cinema e tra i protagonisti nel cast originario della serie. Anche la sorella Florence Morrison aveva avuto nel 1922 un’unica ma significativa esperienza attoriale assieme al fratello nel film Penrod. Seguendo il loro esempio, tra il 1923 e il 1925 Dorothy prende parte a tre episodi della serie delle Simpatiche canaglie, in ruoli che la vedono sempre nei panni di un’amichetta di un altro piccolo attore afroamericano della serie, Allen Hoskins (“Farina”).
Nel 1925 Dorothy compare anche, non accreditata, in un cortometraggio con Charley Chase, sempre prodotto da Hal Roach. Ha quindi nel 1929 il suo ruolo più importante nel film Hearts in Dixie (1929), assieme a Eugene Jackson, come lei proveniente dall’esperienza delle Simpatiche canaglie.
Come per le altre attrici bambine afroamericane della sua generazione (Jannie Hoskins e Hannah Washington), non c’è molto altro che il cinema di Hollywood del tempo sia in grado di offrirle. La carriera cinematografica di Dorothy Morrison termina praticamente qui, se si eccettua la partecipazione, ormai da adolescente, ad un cortometraggio nel 1936. Occorrerà aspettare diversi decenni, e la lotta per i diritti civili, per vedere alla fine degli anni settanta due attrici bambine afroamericane, Janet Jackson e Kim Fields, affermarsi con successo e continuità in televisione per la prima volta in ruoli non stereotipati.

## Filmografia

### Cortometraggi
- Simpatiche canaglie, serial cinematografico - 3 episodi:
  1. The Champeen, regia di Robert F. McGowan (1923)
  2. Seein' Things, regia di Robert F. McGowan (1924)
  3. The Love Bug, regia di Robert F. McGowan (1925)
- Isn't Life Terrible?, regia di Leo McCarey (1925)
- Sleepless Hollow, regia di Robert Hall e William Watson (1936)

### Lungometraggi
- Hearts in Dixie, regia di Paul Sloane (1929)